# Luis Gerónimo Abreu
Luis Gerónimo Abreu  (Caracas, Venezuela, 1972. szeptember 7. –) venezuelai színész.

## Élete
Luis Gerónimo Abreu 1972. szeptember 7-én született Caracasban. Karrierjét 1989-ben kezdte. 2003-ban A kertész lánya című sorozatban szerepelt. 2008-ban a La vida enterában kapott szerepet. 2009-ben főszerepet játszott az Un esposo para Estela című telenovellában Daniela Alvarado mellett. 2011-ben Alejandro szerepét játszotta a La viuda jovenben Mariángel Ruiz és Verónica Schneider mellett.
2010-ben feleségül vette Claudia La Gatta színésznőt és modellt. 2014-ben bejelentették, hogy első közös gyermeküket várják.

## Filmográfia
| Év   | Cím                                     | Szerep                         |
| ---- | --------------------------------------- | ------------------------------ |
| 1989 | Amor de Abril                           | Gilbertico                     |
| 1995 | Dulce enemiga                           | Julio Cesar                    |
| 1997 | Pecado de amor                          | Reynaldo                       |
| 1998 | El país de las mujeres                  | Salvador Falcón                |
| 2001 | Amantes de luna llena                   | Cristóbal                      |
| 2001 | Éxtasis                                 | Diego                          |
| 2003 | El nudo                                 | Gutierrez                      |
| 2003 | A kertész lánya (La hija del jardinero) | Alfredo Anzola                 |
| 2005 | El amor las vuelve locas                | Emilio Aldana                  |
| 2005 | La tormenta                             | Miguelón Camacho               |
| 2006 | Ciudad Bendita                          | Jorge Venturini "El Grillo"    |
| 2007 | Miranda regresa                         | Fiatal Salim                   |
| 2007 | Arroz con leche                         | Simón Herrera                  |
| 2008 | La vida entera                          | Guillermo "Memo" Maduro        |
| 2009 | Un esposo para Estela                   | Adriano Filipo Alberti Menocal |
| 2011 | La viuda joven                          | Alejandro Abraham              |
| 2012 | A sors hullámain (Natalia del Mar)      | Héctor                         |
| 2013 | Los secretos de Lucía                   | Rubén Olmedo                   |
| 2014 | Corazón Esmeralda                       | Juan Andrés Montalvo Cordero   |